# Foment Mataroní
Foment Mataroní és una entitat sense ànim de lucre fundada a Mataró (Maresme) el 1904. La seva seu és un edifici que forma part de l'Inventari del Patrimoni Arquitectònic de Catalunya.

## Entitat
L'entitat ha tingut un paper força important dins la vida cultural de la ciutat des de les darreries del segle xix. El seu actual president és Ramon Salicrú i Puig. Organitza cursos monogràfics de tota mena: danses, informàtica, idiomes per viatjar, fotografia. També organitza exposicions i s'encarrega de Formació Ocupacional subvencionada pel Departament de Treball de la Generalitat de Catalunya, de tal manera que és Centre Tutor del Servei Català de Col·locació de la Generalitat de Catalunya. També disposa d'una Sala de Teatre, on actua sovint el Grup de Teatre el Tramvia.

## Edifici

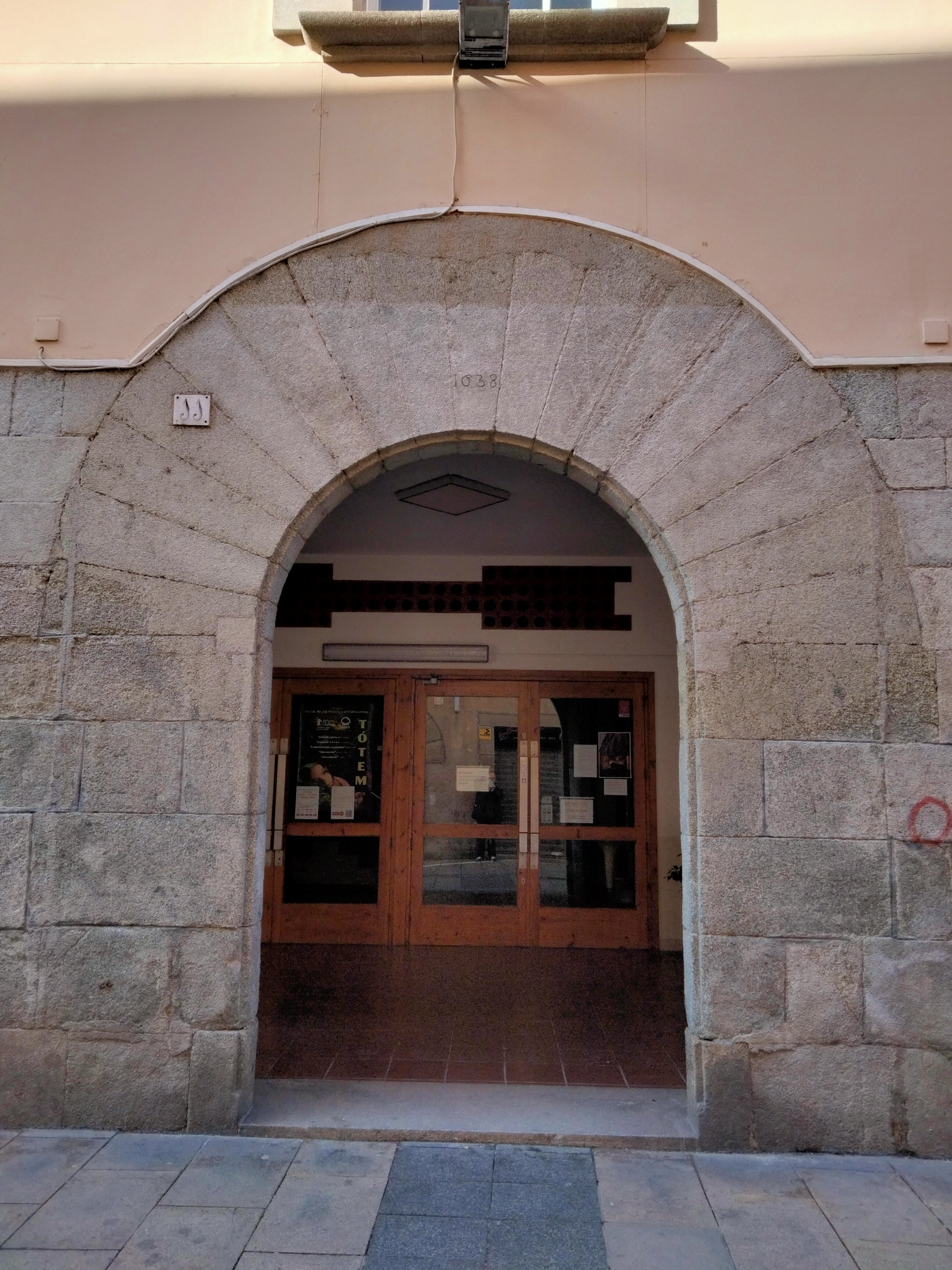
Portal adovellat

La seu del foment Maratoní forma part de l'Inventari del Patrimoni Arquitectònic de Catalunya. Es tracta d'uns edificis amb l'interior totalment reformat, ja que és un cinema. Conserva la façana de l'antic casal, construït al segle xvii, dues gàrgoles i portada dovellada del 1638. La restauració d'aquest casal es va efectuar amb anterioritat a l'elaboració del Catàleg de Patrimoni, que la inclou, limitant la seva protecció a les gàrgoles i la part baixa de la façana.